# Brunnen mit tanzenden Faunen

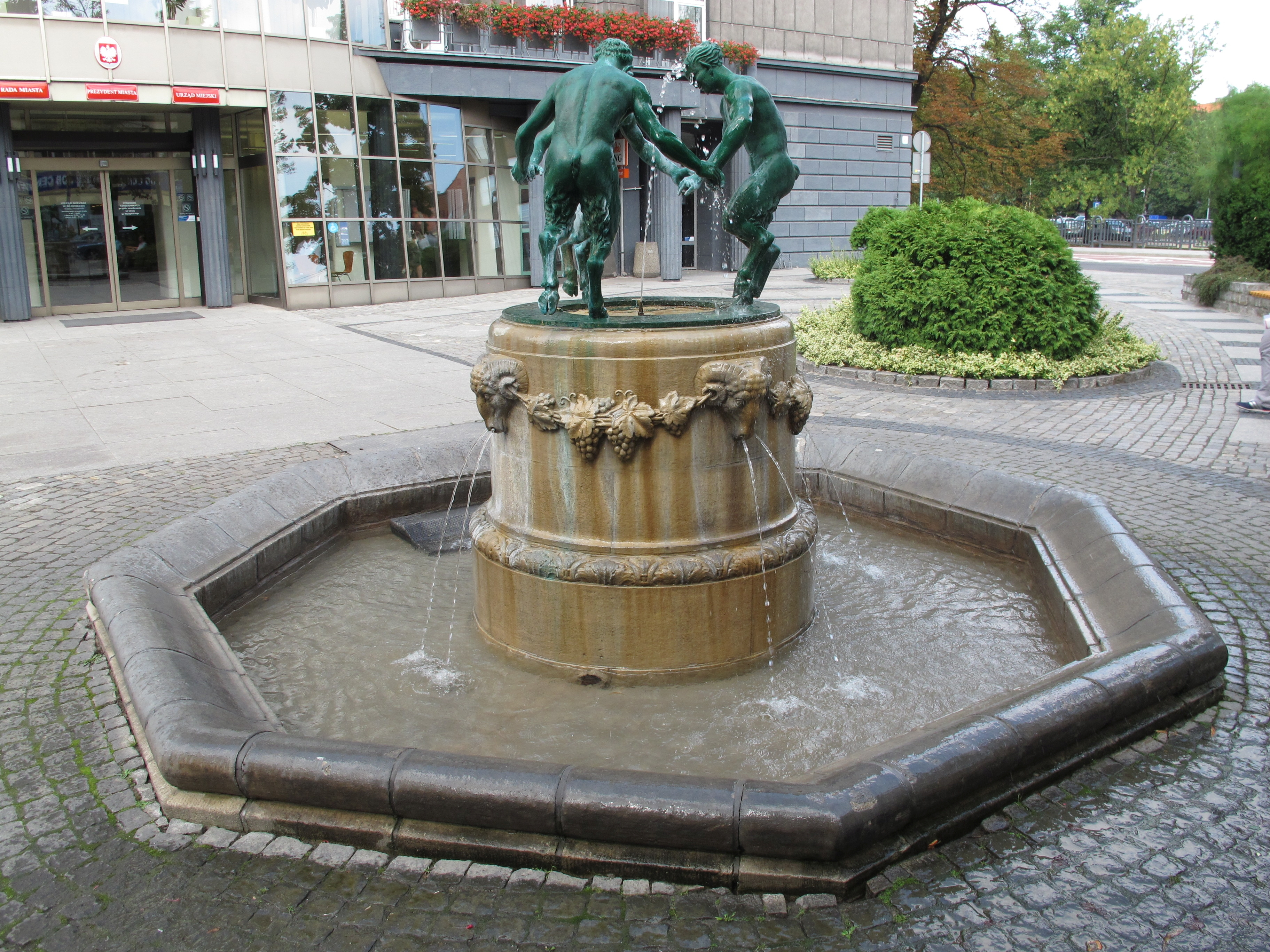
Der Brunnen

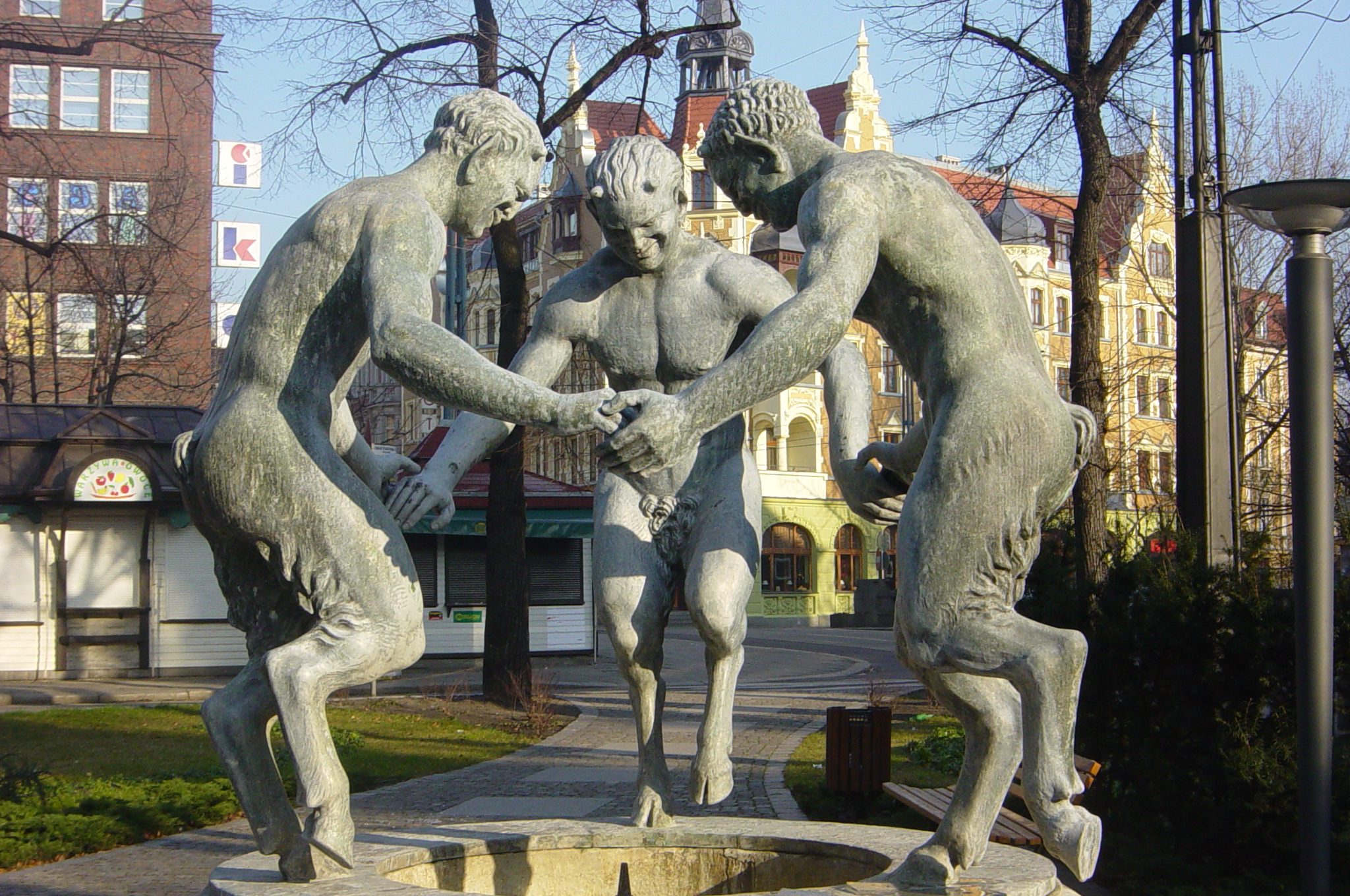
Die Faune

Der Brunnen mit tanzenden Faunen ist ein Brunnen in Gliwice (Gleiwitz). Der Brunnen gilt als eines der Wahrzeichen der Stadt. Seit neuestem werden die Faune wie der Manneken Pis zu diversen Anlässen durch die Stadtverwaltung verkleidet.

## Beschreibung
Der Brunnen liegt an der Zwycięstwa-Straße (der früheren Wilhelmstraße) auf der Grünanlage vor der Stadtverwaltung von Gliwice, dem früheren Hotel „Haus Oberschlesien“, neben der Klodnitz.
In einem achteckigen Wasserbassin steht ein zylindrisches Postament, das oben mit Ziegenköpfen als Wasserspeiern versehen ist, die von Festons aus Weinreben verbunden werden. Auf dem Postament befinden sich drei einen Reigen tanzende Faune. Die Figuren wurden 1928 nach einer Vorlage des Berliner Bildhauers Hans Dammann in der Gleiwitzer Hütte aus Gusseisen hergestellt.
Im Gleiwitzer Volksmund hieß es, dass die drei Faune auf dem Brunnen die ewig im Streit liegenden Bürgermeister von Gleiwitz, Hindenburg und Beuthen darstellten, die sich über den in jener Zeit diskutierten Zusammenschluss der drei Städte nicht einig werden konnten.
2009 wurden die Faune bei einem versuchten Diebstahl beschädigt und 2010 renoviert.
Andere bekannte Brunnen in Gliwice / Gleiwitz sind der Neptunbrunnen und der Knabe mit Schwan.